# Стенвейкерланд
Стенвейкерланд (нід. Steenwijkerland, нід. вимова: [steːɱˌʋɛikərˈlɑnt] ( прослухати)) — муніципалітет у Нідерландах, у провінції Оверейсел.

## Населені пункти муніципалітету
Міста
- Блокзейл
- Волленгове
- Стенвейк

Села
- Белт-Схютслот
- Бланкенгам
- Ваннепервен
- Віллемсорд
- Гітгорн
- Есвен
- Зейдвен
- Калленкоте
- Кейнре
- Олдемаркт
- Оссензейл
- Сінт-Янсклостер
- Стенвейкерволд
- Схерволде
- Тюк

Селища
- Барло
- Барс
- Бассе
- Ветерінг
- Ейсселгам
- Каленберг
- Марієнкампен
- Недерланд

## Визначні мешканці
- Кес Кіст (нар. 1952) — нідерландський футболіст, нападник
- Патрік Руст (нар. 1995) — нідерландський ковзаняр, дворазовий олімпійський медаліст